# Obergrasensee
Obergrasensee ist ein Gemeindeteil der Kreisstadt Pfarrkirchen im niederbayerischen Landkreis Rottal-Inn.

## Lage
Das Kirchdorf Obergrasensee liegt am Grasenseer Bach in der Nähe der Staatsstraße 2090 etwa zwei Kilometer südlich von Pfarrkirchen.

## Geschichte
Im Jahre 1011 schenkte König Heinrich II. Grasmarasaha im Rottgau dem von ihm gegründeten Bistum Bamberg. Mit Grasmarasaha dürfte der Grasenseebach gemeint sein, an dem Ober- und Untergrasensee liegen. Der Name geht auf den althochdeutschen Personennamen Grasamar zurück. Bereits im 12. und 13. Jahrhundert waren Adelige in Grasensee anwesend, wobei nicht zwischen Ober- und Untergrasensee unterschieden wurde. So wird im 13. Jahrhundert im Urbar des Hochstifts Passau „Wernherus pincera“ als Inhaber einer Hube in Grasimse genannt.
Im 15. Jahrhundert findet sich das Dorf Grasensee als Lehen von Herzog Georg in der Hand von Wolfgang Resch, der es wiederum von seinem Vater ererbt hatte. Durch die Heirat von Wolfgang Reschs Tochter Anna wurde 1531 deren Gemahl Hans Offenheimer zu Guteneck ihr Lehenträger über einen Teil der Hofmark Obergrasensee. Durch Erbteilung etwa 1533 erhielt Anna Offenheimer, geborene Resch die Anteile ihrer Schwestern Margarethe und Martha.
Ein Lehenbrief des Herzogs Wilhelm V. vom 14. März 1590 nennt Wolf Wilhelm Ramung zu Seeholzen als Lehenträger. 1606 verkaufte Ernst Ramung die Lehen seinem Vetter Hans Jakob Edelbeck, Landrichter zu Landau an der Isar. Danach ist Obergrasensee bis 1745 in der Hand der Edelbeck nachweisbar. Am 24. November 1745 verkaufte Joseph Aloysius Herr von Edelbeck, Domherr zu Freising, die Hofmark Obergrasensee an Carl Sebastian Graf von Baumgarten. Bei der statistischen Beschreibung von 1752 zählte das Kirchdorf Obergrasensee neun Anwesen.
Mit der Bildung der Steuerdistrikte 1808/1811 kam Obergrasensee zum Steuerdistrikt Postmünster und bei der Gemeindebildung 1818/1821 zur Gemeinde Untergrasensee. Am 30. Juli 1821 wurde das für die Hofmarksuntertanen in Obergrasensee zuständige Patrimonialgericht II. Klasse Grasensee bestätigt, dessen Gerichtsbarkeit vor dem 18. April 1848 durch die Gräfin Baumgarten an den Staat abgetreten wurde. Mit der Eingliederung der Gemeinde Untergrasensee am 1. Januar 1972 im Zuge der Gebietsreform wurde Obergrasensee ein Gemeindeteil der Stadt Pfarrkirchen.

## Sehenswürdigkeiten
- Filialkirche St. Ägidius. Sie wurde 1541 erbaut, der neugotische Turm entstand 1857.